# Кипърски турци
Кипърските турци (на турски: Kıbrıslı Türkler; на гръцки: Τουρκοκύπριοι) са предимно етнически турци от Кипър. След османското завладяване на острова през 1571 г. около 30 000 турски заселници са получили земя, след като пристигат в Кипър. По това време много от местните християни на острова приемат исляма през ранните години на османското владичество. Независимо от това, притокът на предимно мюсюлмански заселници в Кипър продължава с периодичност до края на османския период. Днес, докато в Северен Кипър живее значителна част от кипърското турско население, по-голямата част от кипърските турци живеят в чужбина, образувайки кипърско-турската диаспора. Тази диаспора възниква след като Османската империя прехвърля контрола над острова на Британската империя, тъй като много кипърски турци емигрират предимно в Турция и Обединеното кралство по политически и икономически причини.

## Произход
Етническият и културен състав на Кипър се променя радикално след завладяването на острова от Османската империя през 1571 г. Някогашното почти чисто гръцко население на острова е включвало имигрирали там турци, които са пренесли своята религия и култура на острова. С указ на султан Селим II 5720 жители на империята се преселват в Кипър от южното крайбрежие на Мала Азия. Повечето от тях са били земеделци, но е имало бижутери, шивачи, обущари и други занаятчии. Много военен персонал също пристига в Кипър, включително 12 000 войници, 4000 конници и 20 000 бивши военни и техните семейства.
Подчинението на мюсюлманите също довежда до факта, че много гръцки жители на острова, които изповядват православното християнство и маронизма, са принудени да приемат исляма, за да не изпитват трудности с по-нататъшния живот на острова. Въпреки че този преход не е задължителен, а мюсюлманското население на Кипър е толерантно към православните гърци, все пак много от тях приемат исляма. Резултатът от това религиозно обръщане е появата на редица секти, съчетаващи в своите вярвания традициите както на християнството, така и на исляма.
През следващите векове и двете национални общности на Кипър живеят рамо до рамо на острова и всяка от тях има своя собствена култура, която не се смесва с другата.
Първият значителен поток от кипърски турци, емигрирали от острова, е настъпил по време на управлението на британците на острова (1881 – 1960 г.). След като Кипър придобива независимост през 1960 г., е решено да се създаде ново правителство, състоящо се от 70% от гръцкото население и 30% от турското население, въпреки че само 18% от турското живее на острова. След турската военна инвазия в Кипър през 1974 г. страната е разделена на две части, като турците започват да живеят предимно на север, а гърците – на юг. Много турци, останали в южната част на страната, продължават периодично да се преместват в северната част на страната или в Турция, а голяма общност от тях се установява в Обединеното кралство. Значителният им отлив от острова се дължи на международното ембарго за Северен Кипър.
Днес по-голямата част от кипърските турци живеят в Северен Кипър (179 000), по-малка част във Великобритания (150 000), а останалата част в Турция (300 000 – 650 000), Австралия (30 000) и САЩ (6000).